# Dahomey Gap
En Afrique de l'Ouest, le Dahomey Gap (ou « sillon dahoméen », « couloir dahoméen ») se réfère à la zone mélange de forêt sèche et de savane qui s'étend tout au long de la côte, au Bénin, au Togo et au Ghana, séparant ainsi la zone forestière qui couvre la plus grande partie du sud de la région en deux parties distinctes. La région forestière ouest est appelée « forêt haute-guinéenne » ou « zone forestière guinéenne » et la partie est, « forêt basse-guinéenne » ou « zone forestière congolaise ». 
La principale ville de la région est Accra. Il y existe d'autres villes plus petites comme Kumasi. 